# Гаккель, Карл Альфредович
Карл Альфредович Гаккель (2 [15] февраля 1906, Российская империя — 11 апреля 1966, Москва) — советский режиссёр-постановщик.

## Биография
К. А. Гаккель родился 15 февраля 1906 года.
Режиссёр-постановщик. Ставил картины на киностудиях «Ленфильм», «Казахфильм» и Киностудии им. А. Довженко. Работал вторым режиссёром на киностудии «Мосфильм».
1 апреля 1938 года был арестован, 15 октября 1938 года Особой тройкой УНКВД ЛО по ст. 58-6-10 УК РСФСР приговорен к расстрелу. Приговор не был исполнен, постановлением УНКВД Ленинграда освобожден 11 июня 1939 года.
Жена — Л. Ф. Шмуглякова (18.9.1922 — 13.9.2005) — была редактором киностудии «Мосфильм».
Похоронен на 4 уч. Армянского кладбища.

## Фильмография

#### Режиссёр-постановщик
1. 1937 — Большие крылья (Режиссёр-постановщик: Михаил Дубсон, сорежиссёр Карл Гаккель)
2. 1954 — Дочь степей (совместно с Шакеном Аймановым)
3. 1954 — Поэма о любви (совместно с Шакеном Аймановым)
4. 1959 — Его поколение (совместно с Игорем Бжеским)
5. 1959 — Это было весной (совместно с Артуром Войтецким)

#### Второй режиссёр
1. 1939 — Великий гражданин (Режиссёр-постановщик: Фридрих Эрмлер)
2. 1941 — Антон Иванович сердится (Режиссёр-постановщик: Александр Ивановский)
3. 1943 — Она защищает Родину (Режиссёр-постановщик: Фридрих Эрмлер)
4. 1964 — Добро пожаловать, или Посторонним вход воспрещён (Режиссёр-постановщик: Элем Климов)
5. 1964 — До свидания, мальчики! (Режиссёр-постановщик: Михаил Калик)
6. 1965 — Спящий лев (Режиссёр-постановщик: Александр Файнциммер)